# Arsène Lupin contra Arsène Lupin
 Arsène Lupin contra Arsène Lupin (títol original en francès: Arsène Lupin contre Arsène Lupin) és una pel·lícula franco-italiana dirigida per Édouard Molinaro, estrenada el 1962. Ha estat doblada al català.

## Argument[2]
L'industrial André Laroche acaba de morir. Al seu enterrament es troba François de Vierne, a qui la seva mare li confessa: «Laroche era Arsène Lupin, i ets el seu fill». Arsène Lupin havia tingut un altre fill, Gérard Dagmar, ballarí, mag i de vegades atracador. François de Vierne s'assabenta pel notari que ha de cercar el tresor reial de Poldàvia. Aquest tresor és de manera successiva trobat per Gérard, tornat a agafar per François, robat pel cònsol de Poldàvia, el sinistre Von Krantz, que no vacil·la a expulsar el petit príncep de Poldàvia, germà de la bella Catherine. Finalment el tresor és recuperat. François i una jove periodista, Nathalie, Gérard i la princesa Catherine només han de posar fil a l'agulla al perfecte amor.

## Repartiment
- Jean-Claude Brialy: François de Vierne
- Jean-Pierre Cassel: Gérard Dagmar
- Françoise Dorléac: Nathalie Cartier
- Geneviève Grad: Catherine, la príncesa de Poldàvia
- Jean el Poulain: el prefecte de policia
- Michel Vitold: baron von Krantz
- Anne Vernon: Madame de Bellac
- Daniel Cauchy: Charly
- Jean-Marie Proslier: M. de Bellac
- André Badin: periodista
- Gregori Chmara: Basile
- Yvonne Clech: Sra. de Vierne
- Madeleine Clervanne: Cécile Borel
- Paul Demange: Sra Puisette
- Mary Marquet: Elisabeth de Poldàvia
- Henri Garcin: Hans + veu d'Arsène Lupin (No surt als crèdits)
- Henri Virlogeux: Ganimard
- Robert Arnoux: Hector Martin
- Hubert Deschamps: el ministre
- Fernand Fabre: M. de Vierne
- Pascal Mazzotti: el comissari de Dieppe
- Jacques Herlin
- Jacques Mancier: el governador
- Dominique Zardi: Albert, el barman